# Victor Doms
Pour les articles homonymes, voir Doms.
Victor Doms, né à Vorst, section de la ville de Laakdal, est un coureur cycliste belge, en activité de 1911 à 1914.

## Carrière
Il a couru pendant quatre saisons avant le déclenchement de la Première Guerre mondiale, remportant trois courses sur route en Belgique et montant sur le podium de la première édition historique du Tour des Flandres.
Il a commencé sa carrière en individuel en 1911, a participé au Tour de Belgique en terminant troisième dans la catégorie spéciale indépendants et a remporté deux courses sur route.
Au cours de la période de deux ans 1913-1914, il a fait partie d’une formation importante de l’époque, Automoto, et au cours de ces deux années, il a participé à des courses très importantes, obtenant d’excellents résultats ; en 1913, il est troisième de la première édition historique du Tour des Flandres, dixième de Paris-Tours et quinzième de Paris-Roubaix. Il a également participé au Tour de France, mais a abandonné après trois étapes.
En 1914, il remporte l’Etoile Carolorégienne et est troisième aux championnats de Belgique de cyclo-cross, il participe également à Milan-San Remo qu’il termine à la 23e place.

## Palmarès
- 1911
  - Bruxelles-Tournai
  - Tour du Hainaut
  - 3e du Tour de Belgique indépendants
- 1912
  - La Hulpe - Circuit de l'Argentine
- 1913
  - 2e de Bruxelles-Oupeye
  - 3e du Tour des Flandres
- 1914
  - Étoile carolorégienne
  - 3e du Championnat de Belgique de cyclo-cross Elites
  - 23e de Milan-San Remo

## Résultats sur le Tour de France
2 participations :
- 1913 : abandon à la 3e étape
- 1914 : abandon à la 1re étape